# Słup-Osiedle
Słup-Osiedle – osiedle wsi Słup w Polsce w województwie dolnośląskim, w powiecie jaworskim, w gminie Męcinka.
W latach 1975–1998 miejscowość administracyjnie należała do województwa legnickiego.